# メイク・ユー・ハッピー (曲)
「メイク・ユー・ハッピー」（英: Make You Happy=幸せにしてあげる）は、セリーヌ・ディオンのアルバム『FALLING INTO YOU』からの販促用シングル。1997年7月7日にブラジル国内でのみリリースされた。
作詞・作曲はアンディ・マーベル、プロデュースはリック・ウェイク。「メイク・ユー・ハッピー」はディオンの特に希少なシングルの一つである。
ミュージックビデオは制作されていない。

## 収録曲
ブラジル版販促用CDマキシシングル
1. 「メイク・ユー・ハッピー」 – 4:31
2. 「ビューティー・アンド・ザ・ビースト〜美女と野獣」 – 4:04
3. 「パワー・オブ・ラヴ」 – 5:43
4. 「シンク・トワイス」 – 4:47
5. 「めぐり逢えたら・愛のテーマ」 – 4:20